# Coalició pel Progrés
Coalició pel Progrés fou una coalició electoral andorrana de caràcter progressista resultat de la unió entre els partits Iniciativa Democràtica Nacional, l'Agrupament Nacional Democràtic i Nova Democràcia.

## Història
En l'any 1999, tres partits polítics progressistes de l'oposició van formar una aliança electoral de cara a les eleccions comunals andorranes de 1999. La coalició va presentar llistes a Andorra la Vella i a Escaldes-Engordany. Van obtindre com a resultat 2.416 vots i 13 consellers comunals, guanyant a Andorra la Vella.
Els mitjans de comunicació consideren aquesta coalició l'immediat antecessor polític del Partit Socialdemòcrata d'Andorra.